# Clark Olofsson
Clark Oderth Olofsson (født 1. februar 1947, Trollhättan, død 24. juni 2025 i Arvika; nuværende navn Daniel Demuynck) var en svensk forbryder, som i 1970'erne blev kendt for en stribe bankrøverier i Sverige og Danmark. Han blev senere dømt for mordforsøg og narko-relateret kriminalitet.
Clark Olofsson var indblandet i røveriet og gidseldramaet på Norrmalmstorg i Stockholm i 1973, hvor hans ven Jan-Erik Olsson havde taget gidsler for at få ham løsladt fra fængsel og bragt ind i Kreditbanken. Røveriet og begivenhederne omkring gidselsituationen gav navn til Stockholmsyndromet.
Poul Martinsen skrev i 1977 sammen med Clark Olofsson manuskriptet til filmen Clark om Clark Olofsson.
Han blev 1999 idømt fjorten års fængsel for at smugle 49 kilo amfetamin ind i Danmark.

## Reference
1. ↑  "Clark Olofsson död". svt.se (svensk). 26. juni 2025.
2. ↑  Christoffer Röstlund Jonsson (26. juni 2025). Clark Olofsson är död. Etc.se. Hentet 26. juni 2025
3. ↑  Clark (1977)
4. ↑  Sundberg, Ulf W (9 maj 2005). ”Clark Olofsson friges idag”. Sydsvenskan. Läst 30 maj 2013